# Vuelvo amor... Vuelvo vida
Vuelvo amor... Vuelvo vida es un álbum del grupo chileno Illapu lanzado en el año 1991, consistente en su primer trabajo de estudio desde su vuelta del exilio en 1988. Este hecho, junto con el fin del régimen militar de Augusto Pinochet y el inicio de la transición a la democracia en Chile son ejes centrales en la temática del disco.
En este álbum se encuentra el tema Vuelvo para vivir, que se convirtió en uno de los grandes éxitos en la historia del grupo y de la música latinoamericana, así como también es un himno para los chilenos que vivieron el exilio.
El disco fue un gran éxito entre el público chileno, tanto que Illapu fue invitado al Festival de Viña del Mar en el año 1992.

## Historia
En septiembre del año 1988 Illapu regresó del exilio para radicarse definitivamente en Chile, luego de grabar su último disco en el exterior antes de volver a su país. Con la caída de la dictadura militar el grupo empezó a hacer los preparativos para un nuevo álbum de estudio que estaría contextualizado en el retorno a Chile, el desplome del régimen militar y los nuevos desafíos y problemas de principios de los noventa.
La formación del grupo había variado desde el último disco. Atrás quedaron Miguel Ángel Aldana y el intermitente José Miguel Márquez, ingresando Juan Flores a la banda.
El disco se empezó a grabar en el año 1990 para ser lanzado al año siguiente, siendo un gran éxito.

## Contenido
El disco parte con el gran tema Vuelvo para vivir, anteriormente detallado, que, aparte de su lírica precisa y conmovedora posee un gran arreglo musical que incluye hasta violines. Luego comienza Primer sueño de amor, un huaylas compuesto por Roberto Márquez dedicado a la pampa nortina chilena y a Antofagasta, lugares donde los hermanos Márquez y otros integrantes del grupo se criaron. A esta canción le sigue Baila caporal, un tema de ritmo propio de los carnavales nortinos como la Fiesta de La Tirana, interpretado con enérgicas zampoñas y quenas. Ya quisieran por olvido es el tema que sigue, con una letra de una certeza impresionante, haciendo un análisis de los nuevos tiempos luego de la caída de la dictadura, detallando como los nuevos gobiernos no pretenden cambiar el modelo completamente, sino que a través del olvido quieren dejar pasar los hechos anteriores y las ansias de cambio y lo difícil que será hacer justicia por los caídos. Sigue a este tema Mande Mandela, dedicado a la lucha de los sudafricanos y su líder Nelson Mandela, utilizando para esto ritmos con notable influencia africana en la canción. Le sigue Se alumbra la vida, canción de ritmo movido, con influencia centroamericana, donde destacan el bajo y la combinación entre las zampoñas y las quenas. En lo lírico es un mensaje de esperanza y de alegría. Luego comienza Sol de maíz, un tema instrumental menos estridente que los anteriores, interpretado con suavidad con zampoñas y quenachos mayoritariamente y que refleja con su melodía un paisaje del norte de Chile. Al terminar este tema comienza Tres versos para una historia, una canción dividida en tres partes: La historia de Manuel, Hasta siempre amor y Soy parte de esta historia; ella refleja el drama de una familia con una persona ausente (en este caso un padre) desaparecido por la dictadura. Esta canción también es una suerte de himno para todos aquellos que sufren por la desaparición de algún pariente, por ello también es una de las canciones más emotivas del grupo. Balajú sigue en el disco, natural del folclore centroamericano es interpretada magistralmente con las quenas. Finaliza el álbum la canción Escribo por ejemplo, un poema dedicado al pueblo, con mensaje de esperanza y lucha para lo que se avecina, terminando con la frase Vamos hay que andar...

## Datos

### Lista de canciones
| N.º | Título | Letras                                       | Música                                        | Duración |  |
| 1.  | «Vuelvo para vivir»                                                                                                 | Andrés Márquez                               | Andrés Márquez                                | 4:26     |  |
| 2.  | «Mi primer sueño de amor»                                                                                           | Roberto Márquez                              | Roberto Márquez                               | 3:22     |  |
| 3.  | «Baila caporal» (Instrumental)                                                                                      |                                              | Roberto Márquez                               | 4:09     |  |
| 4.  | «Ya quisieran por olvido»                                                                                           | Andrés Márquez                               | Roberto Márquez                               | 3:46     |  |
| 5.  | «Mande Mandela» | V. Tapia                                     | José Miguel Márquez                           | 5:01     |  |
| 6.  | «Se alumbra la vida»                                                                                                | Carlos Elgueta                               | Roberto Márquez                               | 4:22     |  |
| 7.  | «Sol de maíz» (Instrumental)                                                                                        |                                              | Roberto Márquez                               | 3:45     |  |
| 8.  | «Tres versos para una historia»: a) «La historia de Manuel» b) «Hasta siempre amor» c) «Soy parte de esta historia» | Andrés Márquez Osvaldo Torres Andrés Márquez | Andrés Márquez Osvaldo Torres Roberto Márquez | 6:42     |  |
| 9.  | «Balajú» | A. Huesca                                    | A. Huesca                                     | 3:20     |  |
| 10. | «Escribo por ejemplo»                                                                                               | Nelly Lemus                                  | Roberto Márquez                               | 4:34     |  |

### Músicos

#### Illapu
- Roberto Márquez
- Andrés Márquez
- Eric Maluenda
- Raúl Acevedo
- Carlos Elgueta
- Juan Flores